# Forges-sur-Meuse
Forges-sur-Meuse è un comune francese di 107 abitanti situato nel dipartimento della Mosa nella regione del Grand Est.

## Società

### Evoluzione demografica
Abitanti censiti